# Религијска дискриминација
Религијска или верска дискриминација другачије третира особу или групу због одређених веровања која имају везу с религијом. Ово укључује случајеве када се са припадницима различитих религија, деноминација или нерелигија поступа неједнако због њихових посебних веровања, било пред законом или у институционалним окружењима.
Оваква дискриминација повезана је са верским прогоном, чији би најекстремнији облици обухватали случајеве у којима су људи погубљени због веровања за која се сматра да су јеретичка. Закони који имају благе казне описани су као благи облици верског прогона или као верска дискриминација.
Чак и у друштвима у којима је слобода вере уставно право, присталице верских мањина понекад изражавају забринутост због верске дискриминације над њима. Уколико су у питању правне политике, случајеви који се доживљавају као верска дискриминација могу бити резултат мешања верске сфере у друге сфере јавности које су регулисане законом (а нису усмерене посебно против верске мањине).

## Западне земље
У САД године 1979. о том питању, Комисија за грађанска права Сједињених Држава дефинисала је верску дискриминацију у односу на грађанска права загарантована Четрнаестим амандманом Устава Сједињених Држава. Док су верске грађанске слободе, као што је право на не верско веровање, од суштинског значаја за слободу вере (у Сједињеним Државама осигурана првим амандманом), верска дискриминација се дешава када је некоме ускраћена "једнака заштита по закону, једнакост статуса по закону, једнак третман у правосуђу и једнака могућност и приступ запошљавању, образовању, становању, јавним услугама и објектима и јавном смештају због остваривања права на верску слободу ".
У Канади, током 1995-1998, Њуфаундланд је имао само хришћанске школе. Право на организовање јавно подржаних верских школа имало је само одређена хришћанска деноминација, чиме је новац од пореза коришћен за подршку изабраној групи хришћанских деноминација. Деноминационе школе такође су могле одбити пријем ученика или запошљавање квалификованих учитеља на чисто верским основама. Квебек је користио два школска система, један протестантски, а други римокатолички, али је овај систем замењен са два секуларна школска система: једним француским и другим енглеским.
Сајентолози у Немачкој суочавају се са специфичним политичким и економским ограничењима. Забрањено им је чланство у неким већим политичким странкама, а предузећа и други послодавци користе такозване "филтере секте" како би открили верску оријентацију потенцијалног пословног партнера или запосленог. Немачки савезни и државни министри унутрашњих послова покренули су процес чији је циљ забрана сајентологије крајем 2007, али су одустали од иницијативе годину дана касније, проналазећи недовољне правне основе. Упркос томе, анкете показују да већина Немаца фаворизује забрану сајентологије. Америчка влада је више пута изразила забринутост због дискриминаторских пракси усмерених на поједине сајентологе.
У Грчкој, после независности од муслиманских Османлија у 19. веку, грчкој православној цркви је додељен привилеговани статус и признате су религије: грчка православна црква, римокатоличка, неке протестантске цркве, јудаизам и ислам. Муслиманска мањина тврди да Грчка упорно и систематски дискриминише муслимане.

## Блиски исток
Асирски хришћани су патили од дискриминације од стране Арабизационе политике Садама Хусеина током 1980-их, а последњи пример дискриминације била је инвазија ИСИС-а на равнице Ниневех и Мосул, где су десетине хиљада људи биле присиљене да беже, а више хришћанских места је уништено. Укупан број хришћана у Ираку се од инвазије 2003. смањио се за око 60%, са 800.000 на 300.000, а 1987. тај број је износио око 1,4 милиона. Инвазија ИСИС-а за 2014. вероватно је додатно смањила тај број.
Историјски гледано, верска дискриминација у Турској била је озбиљна тема, а тамо се дешавају јерменски, грчки и асирски геноциди. Дискриминација се наставила током грађанског рата у Сирији. У једном случају, Турска је дозволила члановима Ал Нусре, радикалне исламске терористичке групе која контролише копно у Сирији, да уђу кроз њену границу, а затим у већински јерменски хришћански град Кесаб, који се налази десно на турско-сиријској граници. Ал Нусра је извршила напад на град, ухвативши оне који нису бежали. Наставили су да одводе своје заробљенике у турски град Искендерун.

## Јужна Азија
Верска дискриминација у Пакистану је озбиљно питање. Забележено је неколико случајева дискриминације уз подршку државе и од стране саме државе. У случају уставне санкције верске дискриминације, немуслимани у Пакистану не могу постати премијер или председник, чак иако су држављани Пакистана. Пакистански закон о богохуљењу, према критичарима, "претежно се користи за прогон верских мањина и решавање личних освета". Ахмадијски муслимани били су изложени значајним прогонима и понекад су проглашени 'немуслиманима'.